# Toninho da Pamonha
Antônio Carlos Mendonça, também conhecido como Toninho da Pamonha (Araras, 22 de setembro de 1939), é um empresário e político brasileiro. Foi prefeito de duas cidades vizinhas, Itaquaquecetuba e Arujá, e deputado estadual.

## Biografia
Fundador do Rancho da Pamonha, Antônio já havia sido boia-fria em Araras. Com o sucesso do novo negócio e de sua imagem na região do Alto Tietê, candidatou-se a prefeito em Arujá em 1982 e venceu. 
Em 1988, candidatou-se a prefeitura de Itaquaquecetuba; em 1990 e 1994, a deputado estadual. 
Em 1996 foi novamente eleito Prefeito de Itaquaquecetuba. A administração de Toninho em Itaquá foi responsável pela construção do Parque Ecológico do Tietê e ficou conhecida por ter como secretário municipal de esportes o então boxeador Maguila.